# Aerenicopsis
Aerenicopsis is een kevergeslacht uit de familie van de boktorren (Cerambycidae). De wetenschappelijke naam van het geslacht werd voor het eerst geldig gepubliceerd in 1885 door Bates.

## Soorten
Aerenicopsis omvat de volgende soorten:
- Aerenicopsis angaibara Martins & Galileo, 2004
- Aerenicopsis championi Bates, 1885
- Aerenicopsis hubrichi Bruch, 1925
- Aerenicopsis irumuara Martins & Galileo, 2004
- Aerenicopsis malleri Lane, 1966
- Aerenicopsis megacephala (Breuning, 1940)
- Aerenicopsis mendosa Martins & Galileo, 1998
- Aerenicopsis perforata Lane, 1939
- Aerenicopsis pugnatrix (Lane, 1966)
- Aerenicopsis rejaneae Galileo & Martins, 2007
- Aerenicopsis rufoantennata (Breuning, 1974)
- Aerenicopsis singularis Martins & Galileo, 1998
- Aerenicopsis sublesta Lane, 1966
- Aerenicopsis virgata (Pascoe, 1878)